# Cywilna kontrola nad siłami zbrojnymi
Cywilna kontrola nad siłami zbrojnymi jest jednym z trudniejszych aspektów organizacji państwa demokratycznego, zwłaszcza młode lub nieustabilizowane demokracje (państwa Europy Wschodniej, Bliskiego Wschodu, Ameryki Łacińskiej) przez brak odpowiedniego uregulowania tej kwestii często doświadczają różnego rodzaju problemów.
Siły zbrojne to organizacja hierarchiczna, zdyscyplinowana, o silnym poczuciu misji i ducha (w stopniu nie spotykanym w innych działach machiny państwowej); przejawia skłonność do alarmizmu, nacjonalizmu; wojskowi często mają poczucie wyższości nad resztą obywateli, zwłaszcza polityków.
Wszystkie te cechy sprawiają, iż zwłaszcza, gdy państwo przeżywa problemy, armia ma skłonność do interweniowania i przejmowania władzy.
By temu zapobiec, w państwie demokratycznym muszą być przestrzegane następujące zasady:
- Pełna zwierzchność i odpowiedzialność władz cywilnych - w kwestii kierunków obieranej polityki, ilości i rodzajów sił zbrojnych, pełna odpowiedzialność musi spoczywać na władzach cywilnych. Kierownictwo poszczególnych organów cywilnych nad armią nie może mieć charakteru czysto nominalnego.
- Separacja struktur wojskowych i cywilnych - wojskowi w służbie czynnej nie mogą piastować funkcji w cywilnych organach władzy, w ministerstwie obrony musi być przestrzegany ścisły rozdział między pionem cywilnym a wojskowym.
- Apolityczność sił zbrojnych - w armii nie może być prowadzona jakakolwiek działalność i agitacja polityczna, wojskowi nie mogą być członkami partii politycznych, armia nie może być angażowana w działalność polityczną.
- Ograniczenie wewnętrznych funkcji sił zbrojnych - funkcje gospodarcze i inne skierowane do wewnątrz państwa (utrzymanie porządku społecznego, funkcje policyjne) powinny być ograniczone do niezbędnego minimum.
- Zapobieganie autonomizacji sił zbrojnych - zbyt daleko idące przywileje, oddzielne osiedla, szkoły itp. sprzyjają wyalienowaniu armii ze społeczeństwa. Wojskowi muszą mieć poczucie zbieżności swoich interesów z interesami reszty społeczeństwa. Dobrze służy temu również stymulowanie wzajemnego poznania i zrozumienia między wojskowymi a cywilami (zwłaszcza politykami a wyższymi oficerami) przez np. imprezy integracyjne, wspólne szkolenia. W aspekcie organizacyjnym zapobiega autonomizacji podporządkowanie w czasie pokoju sztabów poszczególnych sił zbrojnych bezpośrednio ministrowi obrony, a nie sztabowi głównemu.

- Ochrona interesów sił zbrojnych, docenienie ich roli - sprawne sądy wojskowe, odpowiednie płace a także docenienie roli i znaczenia sił zbrojnych przez społeczeństwo i elity (przez odpowiednie celebrowanie świąt związanych z wojskiem, parady etc.). Ważne jest, by społeczeństwo rozumiało problematykę wojskową, by nie dopuszczono do powstania nastrojów wrogich wojskowym (ze względu na tendencje pacyfistyczne, niechęć do wydatków na cele wojskowe), służą temu organizowane przez ministerstwo obrony różnego rodzaju akcje promocyjne i popularyzatorskie.